# Histoire du Tango
Histoire du Tango es una suite de Astor Piazzolla para flauta y guitarra, compuesta en 1985 y publicada en 1986. La pieza consta de cuatro movimientos (Bordel 1900, Cafe 1930, Nightclub 1960 y Concert d'aujourd'hui) y tiene una duración aproximada de veinte minutos. Cada movimiento de la obra representa un periodo en la historia del tango que intenta transportar al oyente a través de las transformaciones que tuvo el género desde su fundación hasta el último cuarto del siglo XX. Los dos primeros movimientos hacen alusión a la época clásica o tradicional del tango, y el tercero y cuarto representan los estilos e innovaciones que tuvo en la segunda mitad del siglo XX. Es la única obra de Piazzolla escrita para esta dotación instrumental.

## Contexto histórico
En 1980 Piazzolla escribió las Cinco piezas para guitarra. Laura Escalada señala que Piazzolla estaba cautivado por el instrumento y quería hacer una obra para flauta y guitarra. El compositor ya había usado la flauta en sus composiciones desde 1963, por lo que era una opción para la pieza que tenía en mente. Además, la flauta, junto al violín y la guitarra, había jugado un rol importante en los inicios del tango de la 'Guardia vieja'.
En mayo de 1985, Piazzolla compuso Histoire du Tango, la cual fue grabada por el sello discográfico Carrere Music en Bélgica en el otoño de 1985 y fue estrenado casi al mismo tiempo por un dúo belga, integrado por Marc Grauwels en la flauta y Guy Lukowski en la guitarra. La obra fue editada en 1986 por ediciones Henry Lemoine.
Esta composición se convirtió en una de las más populares para dúo de flauta y guitarra.

## Estructura
La pieza consta de cuatro movimientos:
1. Bordel 1900
2. Cafe 1930
3. Nightclub 1960
4. Concert d'aujourd'hui

## Análisis

### Bordel 1900
El primer movimiento describe el tango en sus orígenes, en los burdeles de principios del siglo XX. En estos lugares es los que se tocaba y escuchaba el tango. Aquí aparecen melodías provocativas con tempo rubato. La pieza está escrita con un carácter animado pero elegante, y se describe en la partitura como molto giocoso. La flauta tiene que interpretar las notas en staccato, y la guitarra acompaña algunos pasajes como si fuera un instrumento de percusión. Todo el movimiento da una sensación bailable, y para esto fue compuesto en compás binario, como los tangos tradicionales de esa época. La pieza también tiene algo de habanera, que se nota en los ritmos repetidos que realiza la guitarra. En todo el movimiento se le pide a los intérpretes que realicen acentos fuertes y débiles, como suele ocurrir en el tango.

### Cafe 1930
El segundo movimiento es una pieza para escuchar, no para bailar, acentuando que en esa época el tango se había transformado, y había adquirido un carácter romántico, sensual y lento. El movimiento tiene melodías sombrías en ambos instrumentos. Comienza la guitarra con una base de arpegios y adornos. La flauta entra con una melodía expresiva, y la guitarra sigue acompañando. La partitura tiene indicaciones de accelerando y rallentando, así como secciones ad libitum, para darle cierta libertad a los intérpretes.

### Nightclub 1960
En el tercer movimiento se hace alusión a una nueva transformación del tango, aquí fusionado con la bossa nova brasileña. En esta época el tango se escuchaba en centros nocturnos. En este movimiento aparece una combinación de los movimientos previos, usando pasajes rítmicos y rápidos, así como secciones lentas y expresivas. Al comienzo, en un tempo deciso (con determinación) y después comienza la parta molto cantabile y tristemente. Una tercera sección retoma el Tempo I (rápido), introduciendo técnicas de ejecución contemporánea en la flauta, como interpretar sin una afinación definida, efectos percutidos con las llaves, armónicos y otros ataques. Nuevamente aparece una nueva sección lenta que añade glisssandos suaves, y para terminar se regresa al tempo rápido con una coda y un final dramático con ambos instrumentos al unísono.

### Concert d'aujourd'hui
El cuarto movimiento, cuyo texto en español significa 'Concierto de hoy en día', se refiere al tango de las últimas décadas del siglo XX, cuando Piazzolla componía piezas de tango para sala de concierto. Este movimiento se aleja de la tonalidad, por lo que posee una melodía cromática, también tiene acentos desplazados y un estilo jazzístico en la flauta. El movimiento es rápido y tiene un sentido de premura y algunos ritmos excéntricos.

## Versiones
De esta obra existen otras versiones que el mismo Piazzolla realizó, para violín y guitarra, flauta y arpa, y flauta y piano.

## Grabaciones
- Fuga y misterio. Fernando Suárez Paz (violín) y Odair Assad (guitarra), 1998[3]
- Cantos y danzas. Emmanuel Pahud (flauta) y Manuel Barrueco (guitarra). EMI Cassics, 1998[4]
- Astor Piazzolla – Complete Works With Guitar. Roberto Fabriciani (flauta), Edoardo Catemario, Oscar Roberto Casares (guitarras). Arts Music, 1999[5]
- Piazzolla: Histoire Du Tango. Cécile Daroux (flauta) y Pablo Márquez (guitarra). ECS, 1999[6]
- Cavatina Dúo. Eugenia Moliner (flauta) y Denis Azabagić (guitarra). Ópera tres, 1999[7]
- A Guide to Classical Music: The Flute. Patrick Gallois (flauta) y Göran Söllscher (guitarra). U-5, 2013[8]
- Piazzolla: Le grand tango & Other Works (Arr. for Flute & Piano). Leonardo Grittani, flauta; Maurizio Zaccaria, piano. Aevea, 2020[9]